# 中央合同廳舍第3號館
中央合同廳舍第3號館（日语：／，英語：Central Gov't Bldg. No.3）是位於日本東京都千代田區霞關二丁目的中央省廳合同廳舍。

## 概述
中央合同廳舍第3號館为钢筋混凝土结构的大楼，地上11层，地下2层。主要入驻机构是国土交通省及相关省厅。
第3号馆与第2号馆的地下结构是相通的，之间并未设安全检查点，因此可以于两馆之间自由移动。另外，2号馆亦与霞关车站相连接。
2000年至2002年期间，此建筑进行了抗震加固改造工作。

## 入驻机关
- 国土交通省
  - 观光厅
  - 海上保安厅